# Guido Sacconi
Guido Sacconi (Udine, 23 giugno 1948 – Firenze, 2 maggio 2023) è stato un politico italiano.

## Biografia
Nato a Udine, si stabilì in giovane età a Firenze, dove fu segretario provinciale della FIOM-CGIL, segretario generale della Camera del Lavoro di Firenze dal 1981 al 1990 e segretario regionale della CGIL Toscana. Dal 1992 è stato segretario regionale del Partito Democratico della Sinistra. In questa veste propose un partito a carattere federale e inclusivo delle forze che parteciperanno poi alla fondazione dei Democratici di Sinistra. Nel 1995 viene eletto consigliere regionale in Toscana per la coalizione di centrosinistra e svolge il ruolo di vicepresidente del Consiglio regionale.
Eletto eurodeputato nel 1999 per i DS, fu poi riconfermato nel 2004 per la lista di Uniti nell'Ulivo nella circoscrizione centro, ricevendo 72 000 preferenze. Fu iscritto al gruppo parlamentare del Partito del Socialismo Europeo. Fu membro della Commissione per l'ambiente, la sanità pubblica e la sicurezza alimentare; della Commissione per l'agricoltura e lo sviluppo rurale; della Delegazione per le relazioni con la Repubblica popolare cinese; della Delegazione per le relazioni con i paesi dell'Europa sudorientale.
Aderì poi al Partito Democratico, dopo iniziali perplessità; nel 2009 concluse il mandato all'Europarlamento.
Nel 2019 si candidò a sindaco di Vaglia per il PD, ottenendo il 33,7% dei voti e venendo pertanto sconfitto.